# 鮑伯·艾略特
羅伯特·厄文·艾略特（英語：Robert Irving Elliott，1912年12月1日—1990年8月10日），為美國職棒大聯盟的三壘手和右外野手。生涯曾效力過海盜、勇士、巨人、布朗與白襪等隊。
艾略特是1947年國聯MVP的得主，隔年他幫助勇士拿下隊史第二座國聯冠軍。他也是第二位5個賽季達成單季100分打點的三壘手，生涯4成40的長打率一度是國聯三壘手史上最高。

## 職業生涯

### 生涯初期
1936年，他與海盜隊簽約。而他在海盜隊8年期間，3次打點破百。1943年他繳出3成15的打擊率。1941年後，總教練將他安排擔任三壘手。而他除了在1943年受傷以外，1941年到1945年間他都幾乎有入選明星賽。
1945年7月15日，艾略特完成完全打擊。球季結束後，海盜將艾略特和Hank Camelli交易到勇士，換來老將比利·赫曼等四名球員。

### 勇士先生
揮別了不利於打者的海盜隊主場後，艾略特開始將他的打擊能力展現出來，他在勇士5年間3度突破單季20轟。1947年，他以3成17的打擊率，外帶22轟與113分打點的成績拿下國聯MVP。隔年，他的打擊率為2成83，並敲出23轟與100分打點。不僅成功入選明星賽，還幫助球隊打進世界大賽。他在世界大賽的打擊率為3成33，但最終球隊以2勝4敗不敵印地安人。
雖然之後艾略特的打擊能力稍嫌退化，但他在1950年仍有3成05的打擊率，並敲出24轟與107分打點。1951年，他入選生涯最後一次明星賽。而他也一度成為勇士隊史全壘打最多的三壘手，不過在後來被艾迪·馬修斯打破。

### 生涯後期
1952年4月，他來到了巨人隊，並陷入打擊低潮。1953年，他接連在布朗和白襪兩隊打球，並在球季結束後退休。
1954年，艾略特到了小聯盟。他在小聯盟的最終戰還敲出雙響砲，成功幫助球隊拿下聯盟冠軍。

## 晚年
1955年，艾略特開始在小聯盟執教。1960年，他擔任運動家的總教練。球隊老闆在球季開打前猝逝，而運動家該年只拿下58勝96敗，因此艾略特遭到新任老闆解雇。之後他在擴編的天使隊擔任教練。
1966年，艾略特因為氣管靜脈破裂去世，享年僅49歲。隔年他入選聖地牙哥運動名人堂，1997年入選勇士隊名人堂。

## 生涯打擊成績
| 出賽次數 | 打席 | 打數 | 得分 | 安打 | 二安 | 三安 | 全壘打 | 打點 | 盜壘 | 保送 | 三振 | 打擊率 | 上壘率 | 長打率 | OPS  |
| -------- | ---- | ---- | ---- | ---- | ---- | ---- | ------ | ---- | ---- | ---- | ---- | ------ | ------ | ------ | ---- |
| 1978     | 8207 | 7141 | 1064 | 2061 | 382  | 94   | 170    | 1195 | 60   | 967  | 604  | .289   | .375   | .440   | .815 |

## 外部連結
- 球員資訊和成績在MLB，ESPN，Baseball-Reference，Fangraphs（英文）

| 成就               | 成就                   | 成就                |
| ------------------ | ---------------------- | ------------------- |
| 前任： 迪克西·沃克 | 完全打擊 1945年7月15日 | 繼任： Bill Salkeld |